# علم آداب السفر في الإسلام
علم آداب السفر بتعريف أبجد العلوم هو نوعان ظاهر وباطن ولكل منهما آداب.

## الظاهر
أما الظاهر: فهو أن ينوي به طلب العلم أو العبادة أو يكون للهرب من مشوش في الدين أو في البدن كالمرض أو في المال كالغلا فإذا أراد بدأ برد المظالم والديوان والودائع وأعد النفقة له ولعياله من الحلال ثم يختار رفيقا يعينه على الدين وأن يستودع الله أهله وعياله ويصلي قبل السفر صلاة الاستخارة ثم يصلي في بيته أربع ركعات إذا شد عليه ثياب سفره ويخرج يوم الخميس ولا ينزل حتى يحمى النهار ولا يمشي متفردا عن القافلة ويرفق بالدابة راكبا ولا يحملها ما لا تطيق ولا يضرب في وجهها ويستصحب ستة أشياء السجنجل والساك والمكحلة والمشط والركوة والمقراض ويزيد ما شاء مما يحتاج إليه ويقدر عليه.
وإذا قدم لا يطرق أهله ليلا بل يخبرهم قبل دخول البيت ويدخل أولا المسجد فيصلي ثم يدخل البيت ويحمل لأهل بيته وأقاربه تحفا من مطعوم أو ملبوس أو غير ذلك بذلك وردت السنة المطهرة

## الباطن
وأما الباطن: فهو أن لا يسافر إلا لزيادة أمر ديني ويستفيد في كل بلدة من مشائخها أدبا أو كلمة ينتفع بها لا ليحكي ذلك عنهم فقط ويقيم بكل بلدة بقدر الحاجة لا أكثر من ذلك ولا يجالس فيها إلا العلماء أو الصلحاء الصادقين المتبعين للكتاب والسنة ويلازم في الطريق الذكر وقراءة القرآن وشغل العلم والكتابة والعمل الصالح وإذا تيسر خدمة قوم صالحين فبها ونعمت وإن لم يحصل في السفر زيادة في الدين فليرجع إذ لو كان بحق لظهر أثره.